# Linia kolejowa 62 Barcs – Villány
Linia kolejowa Barcs – Villány – linia kolejowa na Węgrzech. Jest to linia jednotorowa, w całości niezelektryfikowana. Łączy stację Barcs z Villány.

## Historia
Linia kolejowa została otwarta 6 listopada 1912.